# Bitka kod Kadeša
Bitka kod Kadeša, koja se vodila 1296. pr. Kr., po egipatskom kalendaru - Peta Godina III Šemia Dana Devetog - smatra se jednom od najvećih bitaka staroga doba, a spada i u prve bitke koje se mogu rekonstruirati. U toj bitci su se sukobile dvije velesile tog doba – Hetitsko Carstvo i Egipat. Ova bitka se vodila zbog teritorija koji pokriva današnja Sirija, područje na kojem se sijeku trgovački putevi triju kontinenata – Azije, Europe i Afrike, i s kojeg se vršila potpuna kontrola pomorskih puteva u mediteranskom bazenu. Kontrolu nad ovim područjem je, pored dvije već spomenute velesile, u razdoblju od 2000. godine pr. Kr. do 1200. godine pr. Kr. željela i Asirija, kao i druge manje sile u neposrednoj blizini Sirije – kraljevstva Mitani, Amura, Babilon i Kanaana. Svaka od tih sila je, što u savezničkim odnosima s drugom silom ili sama, tražila mogućnost kontroliranja tog dijela teritorija.

## Političke prilike pred bitku
Dolaskom na prijestolje Hetitskog carstva, car Supiliumas I. uspijeva preporoditi carstvo i pripaja teirtorij kraljevstva Mitana svojoj državi. U nekoliko manjih bitaka, Hetiti su iskoristili nezainteresiranost Egipta koji je u tom trenutku bio zauzet provođenjem religioznih reformi, i uspjeli su, južno od Kadeša, umanjiti utjecaj i teritorij Egipta. Nakon smrti faraona Tutankamona, njegova udovica, najverojatnije, Akhesenamon, pokušavajući stupiti u savez s Hetitima, traži, preko jednog od svojih sinova, od Supiliumasa I. da joj jedan od njegovih sinova bude muž. Ne vjerujući u priču Akhesenamonovog sina, Supiliumas I., prvo šalje glasnika da se uvjeri u točnost priče, pa potom i svog sina prihvaćajući ponudu Tutankamonove udovice. Hetitski kraljević, na putu za Egipat, najverojatnije po nalogu dvojice ljudi koji su praktički vladali Egiptom, vezira Aja i zapovjednika vojske Horemheba, pretendenata na egipatsko prijestolje, je ubijen, pa tako nije došlo do saveza Hetita i Egipta. Nekoliko desetljeća kasnije Seti I., drugi vladar XIX egipatske dinastije, postavio je za jedan od najvažnijih ciljeva svoje vladavine, vraćanje azijskih posjeda, koji su nekada pripadali Egiptu, a samim tim i jačanje egipatskog utjecaja u regiji. U svom prvom vojnom pohodu, Set I je došao do sjevernih granica Palestine i osvojio je zemlju Amuru i grad Kadeš, a uspio je i odbiti napade Hetita koji su prodrli u Siriju. Nedugo zatim, Hetiti ponovo prodiru i Siriju i vraćaju grad Kadeš pod svoju upravu.
Ramzes II. je došao na egipatsko prijestolje 1290. godine pr. Kr., a njegova vladavina, koja je trajala 66 godina, predstavlja, kako politički tako i kulturni vrhunac XIX dinastije. On je, početkom 1294. godine pr. Kr. otpočeo sa širenjem i jačanjem utjecaja i teritorija. Napao je kraljevstvo Amuru, a samim tim i prekršio dogovor i sporazum koji je njegov otac potpisao s Hetitima. U to vrijeme na čelu Hetitske kraljevine je bio vladar Muvatali II., koji je, zbog pobuna u zapadnim područjima svog kraljevstva, obraćao manje pažnje na napredovanje Egipćana na jugu Hetitske države. Kada je ugušio pobune na zapadu, Muvatali II. je sproveo veliku vojnu mobilizaciju u svih 16 provincija svoga carstva jer je uvidio da se Ramzes II. sprema za veliki rat. Četiri divizije koje su nosile imena egipatskih božanstava – Divizija Set, Ptah, Pre i divizija Amon na čijem je čelu bio Ramzes II., 1294. godine pr. Kr. krenule prema gradu Kadešu.

## Uvod u bitku
Ramzes II. i Muvatali II. su, za ono vrijeme imali pod svojim zapovjedništvom velike vojne snage. Pretpostavlja se da je Ramzes II, na pohod u Aziju poveo preko 2.000 bojnih kola i oko 16.000 pješaka, a da je Muvatali okupio preko 20.000 pješaka i oko 3.000 bojnih kola, kako bi dočekao i zaustavio Egipćane. Okosnica hetitske vojne sile je bila u formacijama bojnih kola, čiji je zadatak bio da u prvom, frontalnom naletu razbije redove neprijatelja, a da potom, u drugom naletu pješaštvo očisti teren od ostataka neprijateljskih vojnika. Egipatska vojska je bila načinjena od dobro uvježbanih, ali i veoma motiviranih vojnika, jer je svaki vojnik bio dobro plaćen i imao je posebne povlastice u egipatskom društvu, a časnici su, pored zlata koje su dobivali, imali pravo i na komad zemlje, a bilo im je dopušteno i da vojne zarobljenike zadrže kao svoje robove.
Sam tijek bitke kod Kadeša se može rekonstruirati iz nekoliko izvora. Prvi su prikazi bitke na reljefima u egipatskim hramovima, drugo su hetitski spisi, a treći izvor je književno djelo nazvano „Pjesma“, anonimnog egipatskog pjesnika.

## Tijek bitke
Ramzes II je, sa svojom divizijom Amon, prešavši Galileju i Kanan, na obroncima brda nadomak Kadeša podigao logor, dok su ostale tri divizije prelazile rijeku Oront. Egipatski izviđači su od dva beduina saznali da se vojne snage Hetita nalaze u podučju Alepa, pa je Ramzes II zaključio da je u prednosti nad Hetitima jer su se njegove trupe već nalazile u neposrednoj blizini grada Kadeša. Nakon što su egipatske patrole, u okolici logora divizije Amon, uhvatile dva hetitska špijuna, Ramzes II je došao do saznanja da je vojska Hetita u neposrednoj blizini i da je samim tim u velikoj taktičkoj prednosti, jer su se njegove tri divizije tek trebale priključiti diviziji Amon. Muvatali II je naredio svojoj konjici da presretne i napadne diviziju Ra, koja se približavala Ramzesu II. Hetiti su iznenada napali i napravili pravu pomutnju u egipatskim redovima, tako da je divizija Ra panično počela bježati prema kampu Ramzesa II. U potjeri za vojnicima Ra divizije, hetitske snage su probile obranu kampa i našli se u samom središtu divizije Amon i divizije Ra. Glavninu snaga Hetita su činila bojna kola, koja su na malom prostoru izgubila svoju moć brzog manevriranja, a egipatske snage su se brzo konsolidirale i počele su žestoko uzvraćati. Muvatali II je naredio svojim jedinicama da izvedu drugi udar, ali u međuvremenu su stigle dvije egipatske divizije iz Kanana i odbile su napad Hetita, koji su se počeli povlačiti iza rijeke Oronto. Cijeli sukob s egipćanima, Muvatali II je vodio samo s konjanicima i bojnim kolima i nije jasno zašto nije u bitku uključio i pješačke snage. 
Nakon sukoba, svi egipatski izvori govore o velikoj pobjedi Ramzesa II, ali neke od činjenica ne govore da je to baš tako i bilo. Prije svega, odmah nakon bitke, Ramzes II nije nastavio ratni pohod već se brzo vratio u Egipat, a Muvatali II je krenuo prema jugu, a ne prema sjeveru. Mnogo egipatskih saveznika i vazala je nakon bitke kod Kadeša prešlo na stranu Hetita, a pobune koje su poslije bitke bile u mnogim dijelovima Egipta, govore o tome da su mnogi osvojeni narodi uvidjeli da faraonova vojska nije nepobjediva. Bitka kod Kadeša nije ništa promijenila ni riješila u odnosima između Egipta i Hetita, pa se može reći da je stanje i dalje bilo status quo.

## Mirovni sporazum
Ramzes II. i nasljednik Muvatalija Hattusili III., su 1270. godine pr. Kr. sklopili mirovni sporazum, za koji je se smatra da je prvi mirovni sporazum u povijesti ljudskog društva. Sporazum koji su potpisali, Ramzes II., s jedne i Hatusili III. s druge strane se može svesti na četiri najvažnije točke:
- Nastavak mirovne i nenapadačke politke mirovnog ugovora između Muvatalija i Ramzesa II
- Obostrana oružana pomoć u slučaju napada vanjskih neprijatelja
- Egipat će se brinuti za mirni prelazak oko nasljedstva hetitskog vladarskog prijestolja
- Obostrano izručenje političkih i drugih bjegunaca

Po potpisivanju ovog ugovora, koji je bio uklesan na reljefe u Abu Simbelu, nastupilo je razdoblje dugogogodišnjeg mira u kome su ojačali putevi međunarodne trgovine.

## Rezime
S kraja XIV stoljeća pr. Kr. i početka XIII stoljeća pr. Kr. i Egipat i Hetiti su polako počeli nazadovati i gubili su snagu i moć kao velesile. Hetiti su prošli kroz razdoblje gladi i tako bili oslabljeni pred napadom «naroda s mora», a Egipat se,  s druge strane, pod Ramzesom III uspio oduprijeti i obraniti od napada «naroda s mora». Razdoblje vladavine XX i XXI dinastije u Egiptu je razdoblje nazadovanja i gubljenja značaja u vanjskoj politici, a u tom razdoblju se Egipat i raspao na dva neovisna dijela, dok je Hetitska država prestala postojati.
Može se reći da je bitka kod Kadeša bila, u neku ruku početak kraja za obje civilizacije. Ta dva carstva nisu više nikad zasjala starom slavom na svjetskoj pozornici. Vanjski utjecaji su djelovali različito na unutarnju politiku i na razvoj događaja u obje države. Kod Hetita, vanjski utjecaj je samo produbio unutarnju krizu i dekadenciju društva, a nerealna vanjska politika Egipta je direktno utjecala na propast Egipatske civilizacije jer je aristokracija počela sumnjati u svoje političke moćnike i samim time širom otvorila vrata raznim osvajačima Egipta.